# Polmos
Polmos, (acronyme de « Polski Monopol Spiritusowy » : « Monopole polonais de spiritueux ») est une entreprise d'État polonaise contrôlant le marché polonais de la vodka et autres spiritueux.
Fondée dans les années 1920, bien avant la Seconde Guerre mondiale, c'était alors une des entreprises leader du marché de la vodka. Ses distilleries, parmi les plus modernes de Pologne, lui permirent d'exporter ses produits en Europe.
Après la guerre, Polmos devint un vrai monopole : les autres distilleries de Pologne furent nationalisées par les autorités communistes et absorbées par Polmos qui eut de fait le contrôle exclusif du marché de la vodka et des spiritueux. En 1990, le monopole est cassé et divisé en plusieurs entreprises indépendantes. S'ensuit alors une privatisation de ces entreprises dont cinq seulement restent sous le contrôle de l'État polonais.
En 2001, le groupe Pernod Ricard acquiert Polmos Poznań propriétaire de la vodka Wyborowa, et en 2008, après l'acquisition de Vin&Spirit Gin Lubuski, Pernod Ricard reprend Polmos Zielona Gora.
Parmi les descendants les plus connus de Polmos :
- Polmos Wrocław - vodka Wratislavia, Krakus, Abstynent
- Polmos Siedlce - vodka Chopin
- Polmos Białystok - vodka Absolwent et Żubrówka
- Polmos Bielsko-Biała - vodka Żytnia, connue aussi sous le nom de Extra Żytnia
- Polmos Cracovie - vodkas de marque Sobieski
- Polmos Lublin - vodka Żołądkowa gorzka
- Polmos Łańcut
- Polmos Łódź - vodka Prezydent
- Polmos Toruń - vodka Copernicus
- Polmos Sieradz
- Polmos Starogard Gdański - vodka Starogardzka
- Polmos Szczecin - vodka Starka
- Polmos Varsovie - produit de l'alcool rectifié
- Polmos Białogon
- En Mazovie - vodka Polmos Józefów - producteur de vodka pour Smirnoff.